# Goujian
Goujian (kinesiska: 勾践) var kung i staten Yue (i nuvarande södra Jiangsu, Shanghai och norra Zhejiang) åren 496-465 f.Kr., i slutet av vår- och höstperioden. Mycket av kungens nutida berömmelse härrör från ett arkeologiskt fynd i Hubei gjort i december 1965 då ett svärd i mycket gott skick påträffades som antas ha varit kungens. Detta finns idag till beskådan på Hubeis provinsmuseum i staden Wuhan.
Han fick namnet Si Goujian (姒勾踐). Goujian var son till markisinnan Yunchang.

## Kriget mellan Wu och Yue
Kriget utgjordes av ett antal faser. Det inleddes när en prinsessa av Yue, som var gift med en prins av grannstaten Wu, lämnade sin man och flydde tillbaka till Yue, vilket blev den tändande gnistan för kriget. Under den första fasen vann Yue över Wu. Under efterspelet av första fasen dog den dåvarande kungen av Wu, vilket resulterade i att den nye kungen Fu Chais bestämde sig för att krossa och erövra Yue. Under den andra fasen blev Goujian besegrad och fångad av Fu Chai. Efter tre års underkastelse och förödmjukelse i Wu, vann han kung Fu Chais tillit och tilläts så småningom återvända till sitt rike, där han återupptog styret och inledde stora reformer.
Krigets tredje fas inleddes under denna tid och den bestod av en lång period av makt- och resurskonsolidering i Yue, så att detta land skulle kunna ta upp en ny krigsfas av strider mot Wu. Kung Goujian utnämnde snabbt skickliga politiker till rådgivare, såsom Wen Zhong och Fan Li, för att med deras hjälp bygga upp riket. Under denna tid arbetade också hans ministrar på att försvaga staten Wu inifrån genom mutor och diplomatiska intriger. Under sin tid vid makten vräkte sig Gou Jian aldrig i lyx, utan sov på pinnar och åt mat som var ämnad för bönder. På detta vis blev han ständigt påmind om sin förödmjukelse under fångenskapen i Wu. Det finns ett kinesiskt talesätt, "Wo xin chang dan" (vilket bokstavligt talat betyder "sova på pinnar och äta galla"), som syftar på Goujians enkla livsstil.
Efter tio år av ekonomiska och politiska reformer inleddes den sista fasen av kriget, då Goujians land slutligen blev tillräckligt mäktigt för att utmana och slutligen annektera staten Wu 478 f.Kr., varvid kung Fu Chai tvingades begå självmord. Senare mötte kung Goujian grevarna av Xuzhou och skapade hegemoni bland staterna.
Kung Goujians armé var känd för att tvinga de främsta soldaterna i sina egna led att begå självmord genom att skära halsen av sig, för att skrämma fiendesoldaterna före ett fältslag. Dessa soldater var alla dömda brottslingar, som skulle avrättas för sina brott, men tvingades att döda sig själva på detta sätt, genom att man hotade att döda deras familjer, om de vägrade.

## Eftermäle
Under 1900-talet har Goujians kamp mot Wu fått tjäna som en viktig symbol och förebild för den kinesiska nationalismens strävan att fördriva utländska makters inflytande i Kina. Både nationalister och kommunister har framställt sig själva som arvtagare till Goujian i sin propaganda.